# 長野県道234号田中乱橋線
長野県道234号田中乱橋線（ながのけんどう234ごう たなかみだればしせん）は、長野県飯田市川路の長野県道250号上川路大畑線交点と下伊那郡阿智村駒場の国道153号交点を結ぶ一般県道。

## 概要

### 路線データ
- 起点：飯田市大字川路（長野県道250号上川路大畑線交点）
- 終点：下伊那郡阿智村駒場（国道153号交点）

## 交差する道路
- 長野県道250号上川路大畑線（起点）
- 国道151号（飯田市大字川路字五郎島）
- 長野県道491号親田中村線（飯田市伊豆木）
- 国道153号（終点）